# Бильдерлинг
Бильдерлинг, фон Бильдерлинг (нем. von Bilderling, латыш. Bilterlings) — немецкий дворянский род.

## Происхождение и история рода
В России, её носители часто принадлежат к многочисленному, разветвлённому дворянскому роду балтийских немцев из Курляндии, связанному с местечком Булдури (нем. Bilderlingshof) и имеющими предком Йохима Булдринка из Вестфалии, перебравшегося в Прибалтику в XV веке на пожалованные Тевтонским орденом земли. Некоторые имели титул барона.
Представители рода были, в числе прочего, лютеранскими пасторами, преподавателями, кадровыми военными, деловыми людьми.

## Род в России
Именным Высочайшим указом (21 мая 1903), генералу от кавалерии Александру фон-Бильдерлингу и вдове и детям покойного отставного генерал-майора Петра фон-Бильдерлинга дозволено, потомственно, пользоваться в России баронским титулом. 

## Известные представители
- Барон Георг Сигизмунд фон Бильдерлинг (нем. Georg Sigismund von Bilterling; 1767—1829) — лютеранский пастор в Митаве, профессор теологии и философии.

- Юлий Григорьевич фон Бильдерлинг (нем. Julius von Bilderling; 1.07.1803—26.08.1857)
  - Александра Юльевна Бильдерлинг (1842—1915), первый муж Владимир Александрович Армфельт, второй муж Алексей Алексеевич Строганов (1845—1917).
- Александр Григорьевич фон Бильдерлинг (нем. Alexander Otto Hermann von Bilderling; 20.04.1805—08.10.1873) — военный инженер, участник Крымской войны, генерал-лейтенант инженерной службы.
  - Пётр Александрович Бильдерлинг (26.05.1844—1900) — инженер-артиллерист, владелец имения «Заполье» под Лугой (1883)[8]
  - Александр Александрович Бильдерлинг (23.06.1846—03.07.1912) — генерал от кавалерии, художник и писатель (автор исторических исследований)